# باريس تورز 1989
باريس تورز 1989 (بالفرنسية: Paris-Tours 1989)‏ هو سباق دراجات هوائية، وهو الموسم رقم 83 من باريس تورز، وأقيم في 1989.
فاز بالمركز الأول جيل نيجدام، وبالمركز الثاني Eric Vanderaerden ‏، وبالمركز الثالث يوهان موسيو.

## الفائزون
| الترتيب | الفائز             |
| ------- | ------------------ |
| الفائز  | جيل نيجدام         |
| الثاني  | Eric Vanderaerden ‏ |
| الثالث  | يوهان موسيو        |